# Sulo Kolkka
Sulo Kolkka (supuestamente nacido el 20 de diciembre de 1904 y fallecido el 21 de agosto de 1988) es posiblemente un personaje ficticio, del que se dice que fue un francotirador finlandés que mató a más de 400 enemigos durante la Segunda Guerra Mundial.
Según las diversas historias que corren sobre él, Sulo Kolkka nació en Säkkijärvi (actual Krondatyevo) en Carelia y murió en Kangasala. A menudo se dice que mató a más de 400 soldados y oficiales del Ejército Rojo durante la Guerra de Invierno. Habría sido el segundo francotirador más mortífero del ejército finlandés durante la Segunda Guerra Mundial, después de Simo Häyhä.
Su nombre no aparece mencionado en los archivos de las Fuerzas de Defensa de Finlandia, ni en periódicos, revistas o publicaciones de la época. Su nombre también es difícil de encontrar en las publicaciones de la posguerra, y no existen fotografías suyas. Cuando se le compara con Simo Häyhä, cuyo nombre a menudo ha sido convertido en leyenda y sus acciones a menudo han sido exageradas, a menudo se encuentran grandes similitudes.
Sin embargo, sí existió un conocido periodista de guerra llamado Sulo "Simeoni" Kolkka, que a veces informó sobre las hazañas de Simo Häyhä a diversos periódicos finlandeses y extranjeros. Habitualmente se cree que algún periodista extranjero mezcló o confundió los nombres del periodista y el francotirador, dando lugar así a una leyenda sin una base real.